# Cuyuna
Cuyuna é uma cidade localizada no estado americano de Minnesota, no Condado de Crow Wing.

## Demografia
Segundo o censo americano de 2000, a sua população era de 231 habitantes.
Em 2006, foi estimada uma população de 269, um aumento de 38 (16.5%).

## Geografia
De acordo com o United States Census Bureau tem uma área de
9,1 km², dos quais 8,5 km² cobertos por terra e 0,6 km² cobertos por água. Cuyuna localiza-se a aproximadamente 370 m acima do nível do mar.

## Localidades na vizinhança
O diagrama seguinte representa as localidades num raio de 12 km ao redor de Cuyuna.